# James Whiteside McCay

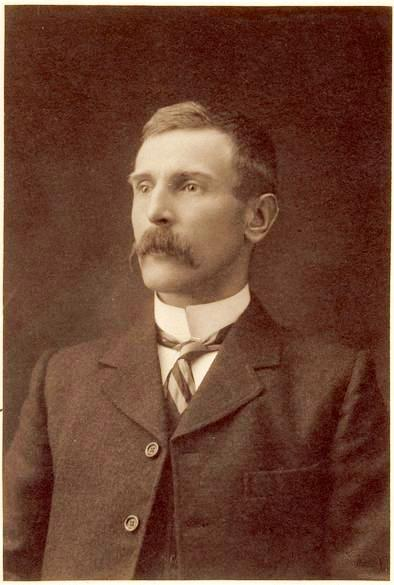
James McCay

Sir James Whiteside McCay, KCMG, KBE, CB, VD (* 21. Dezember 1864 in Ballynure, County Antrim; † 1. Oktober 1930 in Melbourne) war ein australischer Anwalt, Politiker und Generalleutnant.

## Leben

### Herkunft und Jugend
James McCay wurde als ältestes von zehn Kindern des Presbyter Reverend Andrew Ross Boyd McCay (1837–1915) und seiner Frau Lily Ann Esther Brown im nordirischen County Antrim geboren. 1865 emigrierte die Familie (James hatte fünf Brüder und zwei Schwestern) nach Victoria, denn der Vater sollte die Presbyterianische Kirchen in Castlemaine übernehmen. Im Alter von zwölf Jahren (1875) trat McCay in das Ormond College ein, ab 1881 besuchte er die Universität von Melbourne. Er gewann ein Stipendium in der Höhe von £ 200 und begann sein Studium am Scotch College in Melbourne. Er lernte Französisch, Italienisch und Spanisch und verließ die Universität im Jahr 1883 um als Lehrer an der Tooraker Grammar School anzutreten. Sein Vater hatte 1885 das Gymnasium von Castlemaine aufgekauft und machte sich zum eigenen Schulleiter, Mädchen sollten dort die gleichen Chancen wie Jungen bekommen. McCay holte 1888 seine Reifeprüfung nach und verfolgte den akademischen Kurs weiter, er studierte an der Universität von Melbourne bis 1892 Mathematik und schloss 1895 sein Studium der Rechtswissenschaften mit Auszeichnung ab. Im Jahr 1896 wurde er als Anwalt am Obersten Gerichtshof von Victoria zugelassen und gründete eine eigene Rechtspraxis in Castlemaine. Seine Praxis hatte das erste Telefon in der Stadt. Er erhielt 1897 seinen Master of Laws und eröffnete gemeinsam mit seinem Schwager William Thwaites eine erfolgreiche Rechtspraxis, McCay & Thwaites.
Am 8. April 1896 heiratete er Julia Mary O’Meara (gestorben 1915), Tochter des katholischen Polizeirichters von Kyneton. Der Ehe entstammen zwei Töchter: Margaret Mary ("Mardi") geboren 1897, wurde Nonne und Beatrix Waring ("Bixie") geboren 1901, heiratete später George Reid, von 1967 bis 1973 Generalstaatsanwalt von Victoria.

### Politische Karriere
Im August 1890 wurde McCay in den Gemeinderat von Castlemaine gewählt und trat für das Frauenwahlrecht ein. Als der konservative Premierminister von Victoria, James Patterson im Oktober 1895 an Influenza starb, kam es unter Premier George Turner zur Bildung eines neuen liberalen Kabinetts. McCay war von 1895 bis 1899 Präsident des Parlamentes von Castlemaine. Er wurde aber 1899 bei Neuwahlen durch den jungen Fußballhelden Harry Lawson wieder auf den zweiten Sitz verdrängt. Nach der bestehenden Föderationsakte hatte McCay aber die Möglichkeit in das neue Parlament von Victoria einzutreten und erklärte sich für die Unterstützung der liberale Regierung von George Turner bereit. Nach der Niederlage Turners gegen Allan McLean am 5. Dezember 1899, führte McCay kurzfristig den Vorsitz seiner Fraktion. McCay wurde ab 29. März 1901 Bundeswahlberechtigter für das Departement Castlemaine und wirkte als Abgeordneter in Corinella. Im Jahr 1904 zog er die Änderung des Vergleichs- und Schiedsaktes vor, er wollte die Vermittlungsklausel, die das Commonwealth Court vorsah, entfernen und die Schiedsverfahren den Gewerkschaften überantworten. Die kontroverse Debatte führte im Herbst 1904 zum Sturz des liberalen Kabinetts von Chris Watson. George Reid wurde am 18. August 1904 neuer Premierminister von Victoria und holte McCay als Verteidigungsminister in sein Kabinett. Sein Vorgänger, Senator Anderson Dawson, hatte ein Komitee gebildet, das die Schaffung eines militärischen Rates durchsetzte, der den Vorsitz der Verteidigung führte. Bei der ersten Sitzung des Rates für Verteidigung, lehnte McCay die Argumentation von Captain William Rooke Creswell ab, die vorsah, den Großteil des Verteidigungshaushaltes zur Unterstützung der britischen Flotte auszugeben. Seine Änderungen des bisherigen Verteidigungsgesetzes Ende 1904, die ohne Rücksprache mit der Regierung in Westminster erfolgten, führte am 5. Juli 1905 zu seiner Abberufung. Im Jahr 1906 hatte die Wählerschaft die Mehrheit seiner Fraktion in Corinella zunichtegemacht, McCay kandidierte darauf erfolglos für einen Abgeordnetensitz in Corio. Er scheiterte erneut beim Versuch, in den Senat zu kommen, und zog sich 1910 enttäuscht aus der Politik zurück.

### Militärische Karriere
Am 29. Oktober 1886 trat McCay ehrenamtlich dem 4. Victoria Schützen-Bataillon bei, wurde 1889 Kapitän und stieg 1896 zum Hauptmann auf. 1900 wurde er zum Oberstleutnant ernannt und dem neu geschaffenen Intelligence Corps zugeteilt. Als amtierender Minister hatte er den Antrag von Oberstleutnant William T. Bridges um zusätzliches Personal für die Nachrichtenabteilung unterstützt. Auf dessen Empfehlung wurde McCay am 6. Dezember 1907 zum Chef des Intelligence Corps bestellt und zum Oberst befördert. Bis 1912 war er im Vorstand vertreten, am 31. März 1913 führte ihn eine längere Reise nach Europa. Zu Beginn des Ersten Weltkrieges wurde Oberst McCay im August 1914 an die Spitze der viktorianischen Infanteriebrigade gestellt und dem Expeditionskorps zur Unterstützung Großbritanniens zugeteilt. Am 15. August 1914 wurde er beauftragt, seine 2. Infanterie-Brigade zu mobilisieren. Das erste Kontingent erreichte den Trainingslager in Ägypten Anfang Dezember 1915. Im Frühjahr 1915 führte er die australische 2. Infanterie-Brigade bei der Landung auf Gallipoli. Am 26. April 1915 landete seine Brigade unter dem Kommando von General William Birdwood und General Bridges am Kap Helles. Die 2. Brigade sollte nach der Landung der 3. Brigade unter Colonel Ewen George Sinclair-McLaglan, links derselben, nach Norden vorrücken, aber die falsche Landungsstelle führte zur völligen Verwirrung. McCays Brigade wurde durch das türkische Abwehrfeuer an der Küste festgenagelt und verlor dabei in den ersten beiden Tagen die Hälfte ihrer Sollstärke; sie musste am 29. und 30. April abgelöst werden. Am 3. Mai 1915 forderte General Sir Ian Hamilton Verstärkungen, Oberst McCays Bein war von einer Kugel getroffen und gebrochen. Er kehrte kurzfristig nach Ägypten zurück, kehrte aber bereits am 8. Juni mit seinem ungenügend verheilten Bein in den Anzac-Brückenkopf zurück. Die schnellere Beförderung des wenig jüngeren Offiziers Legge zum Generalmajor und Vorgesetzten betrübte ihn. Generalleutnant Birdwood beauftragte ihn mit der Führung der neuen australischen 2. Division, am 11. Juli begann aber die Wunde an seinem Bein aufzubrechen. Beim Krankenaufenthalt auf Malta ertrug er mehrere Operationen, er verlor enorm an Gewicht und kehrte als Invalide nach Victoria zurück. In der Zwischenzeit waren seine Frau Julia am 13. Juli und sein Vater am 1. September gestorben. Als er am 11. November in Melbourne landete, wurde er von der Bevölkerung als Kriegsheld empfangen. Am 29. November wurde er zum Generalmajor ernannt und vorübergehend als Generalinspekteur der Australian Imperial Force eingesetzt. Im Dezember 1915 unterdrückte er einen kleineren Truppenaufstand in New South Wales. General Birdwood empfahl der australischen Regierung, McCay das Kommando über die in der Heimat neu gebildete 3. Division zu geben. Doch die Regierung bestand darauf, dass McCay ein aktives Kommando in Ägypten erhielt. McCay übernahm schließlich am 22. März 1916 das Kommando über die neu aufgestellte 5th Division, welche, in Ägypten gebildet, an die Westfront abging. Im Verband des britischen IX. Corps unter Generalleutnant Haking nahm McCays Division im Juli 1916 an der Schlacht von Fromelles teil. Die unnötig schweren Verluste bei der schwierigen Angriffsoperation deckten McCays schlechte Truppenführung auf. Die Division war wochenlang lahmgelegt, erst im September und Oktober 1916 wurde beim Angriff auf Fleurbaix erfolgreich operiert. Im Herbst verlegte er die 5. Division an die Somme, um beim Angriff bei Flers teilzunehmen. Anfang Januar 1917 wurde McCay durch General Talbot Hobbs ersetzt und seines Kommandos enthoben, seine Unbeliebtheit bei der Führung und seine unbefriedigende Beziehung zu seinen Untergebenen waren wohl dafür ausschlaggebend. Entgegen dem Rat von General Birdwood ernannte man ihn am 1. Mai zum Kommandeur des australischen Basislager in England. Brigadier General Thomas Griffiths empfand die Zusammenarbeit mit McCay so hinderlich, dass er um die Erlaubnis bat, an die Westfront zurückkehren zu dürfen. McCay blieb bis Mai 1918 als Senioroffizier Chef der Militärpolizei auf der Insel. Fast zwei Jahre lang kontrollierte er bis zur Demobilisierung das australische Feldlager in Salisbury. Die Urteile seiner Vorgesetzten über seine Führung bei Krithia und Fromelles scheinen ungerecht, aber sie ruinierten seine militärische Karriere. Er erhielt 1918 ehrenhalber den St. Michael and St. George Orden und wurde 1919 Kommandant des Ordens des britischen Empire (KBE).

### Nach dem Krieg
McCay verließ im August 1919 die Streitkräfte und kehrte in seine Heimat zurück. Er gab seine Rechtspraxis auf und wurde Geschäftsberater der Commonwealth-Regierung. Bis 1922 blieb er Vorsitzender der im Jahr 1919 begründeten königlich viktorianischen Kommission. Seit 1912 war er Kommissar der Staatsbank (State Savings Bank of Victoria), nun wurde er noch zum stellvertretenden Vorsitzenden gewählt. Während des Polizeistreiks von 1923 auf 1924 handelte er mehrere Monate entgeltlich als Kommandeur der Sonder Constabulary Force von Victoria. Er schrieb nebenbei für Zeitungen Artikel und Essays über politische und wirtschaftliche Themen, manchmal unter Pseudonym, und fungierte lange Zeit als Treuhänder der Presbyterian Church von Castlemaine. Von der Regierung ehrenhalber zum Generalleutnant ernannt, zog er sich 1926 in den Ruhestand zurück. Seine letzten Jahre verliefen beschwerlich, ständige Schmerzen seiner nie ausgeheilten Wunde zermürbten ihn. McCay erkrankte an Krebs und starb am 1. Oktober 1930 an einer zusätzlichen hypertensiven Nierenerkrankung in Melbourne. Er wurde am Box Hill Cemetery beigesetzt.